# José Manuel Muñoz
José Manuel Muñoz Santana – dominikański zapaśnik walczący w stylu wolnym. Zajął piąte miejsce na mistrzostwach panamerykańskich w 2013. Trzeci na mistrzostwach Ameryki Południowej w 2012 roku.